# Centrale hydroélectrique de Niederwartha
La centrale hydroélectrique de Niederwartha était l’une des premières grandes centrales de pompage-turbinage d'Allemagne, et constitue un des emblèmes de l’architecture industrielle des années 1920. Elle s’étend entre les faubourgs de Cossebaude et de Niederwartha, à Dresde. Elle a été construite entre 1927 et 1930 et comportait, à son inauguration, six turbines d’une puissance nominale de 120 MW. Son exploitation a été abandonnée le 14 août 2023.

## Histoire
Au moment du chantier, les ingénieurs de Niederwartha redoublaient d'efforts pour devancer la mise en service de la centrale de Koepchenwerk sur la Ruhr (au bord du lac de Hengsteysee) à Herdecke en Westphalie. Sur l’intervention de l'exploitant actuel, Vattenfall, la centrale de Niederwartha fut connectée le 27 novembre 1929 au réseau allemand. La réalisation et la mise en service de la dernière tranche dut cependant attendre jusqu'au mois de mars 1930 alors que la centrale rhénane de Koepchenwerk, avec sa puissance de 132 MW, avait été inaugurée le 28 janvier précédent. Les deux chantiers revendiquèrent à l'époque une « innovation sans précédent » et une « réalisation exceptionnelle » en matière de centrale électrique.
Le parti architectural de l’édifice, des voiles de couverture en ciment de clinker rythmant une façade de briques, émane de deux architectes de Dresde, Emil Högg et Friedrich Rötschke. Kurt Beyer (1881-1952), l’expert allemand du béton armé, s'est particulièrement investi dans la réalisation des voiles en béton. L'aspect des façades a été conservé dans les travaux d'élargissement de 1957–60, à ceci près que des les parement en pierre sont d'un rouge plus clair. Le classement de la station de pompage au patrimoine allemand a été entrepris dans les années 1980, d'abord avec les voiles, puis l'ensemble (y compris les machines) en 1990.
Au cours de l'été 1945, les machines électriques de la centrale ont été confisquées comme indemnité de guerre et expédiées en Union Soviétique. La centrale reprit graduellement son activité dans les années 1957–1960 avec quatre nouvelles génératrices ; puis l'Union Soviétique restitua quatre des génératrices d'origine à la RDA : deux de marque Escher Wyss, les deux autres de marque Voith. Les machines Escher-Wyss ont été ferraillées, cependant qu'il fallut élargir la salle des machines côté Elbe et installer des voies ferrées ad hoc pour remettre en place les deux autres. Toutes les machines étaient désormais de marque Voith. Vers 1955, deux turbines fonctionnaient (40 MW), puis quatre en 1957 (80 MW) et, pour la première fois, six en 1960 (rétablissant la puissance installée d'origine, soit 120 MW). Les deux vieilles turbines ne donnaient au début que 15 MW, mais les réparations les ont poussées à 20 MW. Le raccordement au lignes à haute tension de l'exploitant ENSO Energie s'est fait par le poste électrique de Niederwartha.
Au mois d'août 2002, la centrale a été sérieusement sinistrée par les crues dévastatrices de l'Elbe ; il fallut attendre le mois de novembre 2003 pour que son exploitation reprenne avec seulement deux turbines, la réparation des autres tranches étant abandonnée. Après le dévoilement des plans de réparation en 2008, Vattenfall-Allemagne annonça en 2015 qu'elle raccorderait à nouveau la centrale au réseau au 1er janvier 2016, dégagée des obligations de redémarrage autonome. Le marché fut attribué à l'entreprise Drewag ; mais début 2019, l'avenir de la centrale demeurait incertain. Dans le cadre des mesures d’économies d'énergie, Vattenfall estimait qu'il n'était plus envisageable de rétablir la totalité de la production. Une modernisation aurait coûté entre 80 et 100 millions d'euros, la reconstruction jusqu'à 200 millions d'euros. Au mois d'août 2023, Vattenfall décida l'abandon pur et simple de la remise en service.
Dans les premiers jours de mars 2022, un petit parachute a été retrouvé sur l'un des transformateurs de  la station de pompage. C'était une pièce de tissu de 25 cm de large, lestée d'une chaînette métallique de 40 cm de long. Un vestige de ballon du même genre, dans les circuits de l'installation, avait été reconnu comme la cause d'une des pannes de courant à Dresde en septembre 2021.

## Les ouvrages hydrauliques
La centrale de pompage-turbinage de Niederwartha comporte un lac d’alimentation et un lac exutoire, connectés sur 1 760 m par des conduites forcées en acier : l’une de 3,20 m de diamètre, l’autre de 2,50 m, pour une dénivelée totale de 143 m.
Au sommet de l’installation, les conduites forcées sont connectées à trois châteaux d'eau ouverts faisant cheminées d'équilibre, pour empêcher tout bélier hydraulique à la fermeture des vannes d’admission. 
La centrale était équipée de turbines Francis. L’énergie électrique fournie (en rendement moyen) oscillait entre 560 et 591 MWh.

### Le bras de décharge
Le champ d’expansion de la centrale a été aménagé dès l’origine pour moitié sur la prairie de Kötzschenbroda, tandis que la moitié nord-ouest recouvre à peu près la moitié de l'ancienne Weiherwiese du faubourg Am Fährhaus de Radebeul. La ferme Reidl a été engloutie dans la réalisation. Des 45 ha du lac,  43 ha comprennent la prairie de Kötzschenbroda, connectée directement à l'Elbe à l'aval des ponts de  Niederwartha. Depuis 1954, toute cette zone a été rattachée à la commune de Niederwartha et fait donc à présent partie de Dresde.
L'ouvrage de décharge est un barrage en remblai dont les principales caractéristiques techniques sont :
- matériau : digue en terre
- profondeur du lac : 8 m
- longueur du lac : 2 500 m
- largeur  du couronnement : 10 m
- capacité : 2 500 000 m3.
- Superficie : 45 ha.

Le lac communique avec le niveau de l’Elbe voisine. Le plan d'eau aval (lac de Cossebaude) est depuis 1936 une station de loisirs, aujourd'hui géré par la ville de Dresde. Il a été noyé en 2002 et 2013 par les crues de l'Elbe.

### Le bassin de retenue
Le barrage de retenue du bassin est un barrage en remblai. Voici ses caractéristiques techniques :
- corps du barrage : remblai de 550 000 m3 de limons, sable et graves à noyau d'argile
- cote du couronnement : 256,50 m au-dessus du niveau de la mer
- profondeur du lac : 42 m
- largeur du lac : 800 m (minimum)
- largeur  du couronnement : 10 m

- capacité : entre 2 840 000 m3 et 2 900 000 m3.
- Superficie : 30 ha.

Le lac est alimenté par trois rigoles, la plus grande étant le Silberbach d’Unkersdorf. Ces trois rigoles débouchent sur un ouvrage de prise voisin de Rennersdorf.
Quoique les baignades soient officiellement interdites, l'exploitant les tolère depuis longtemps.

## Galerie

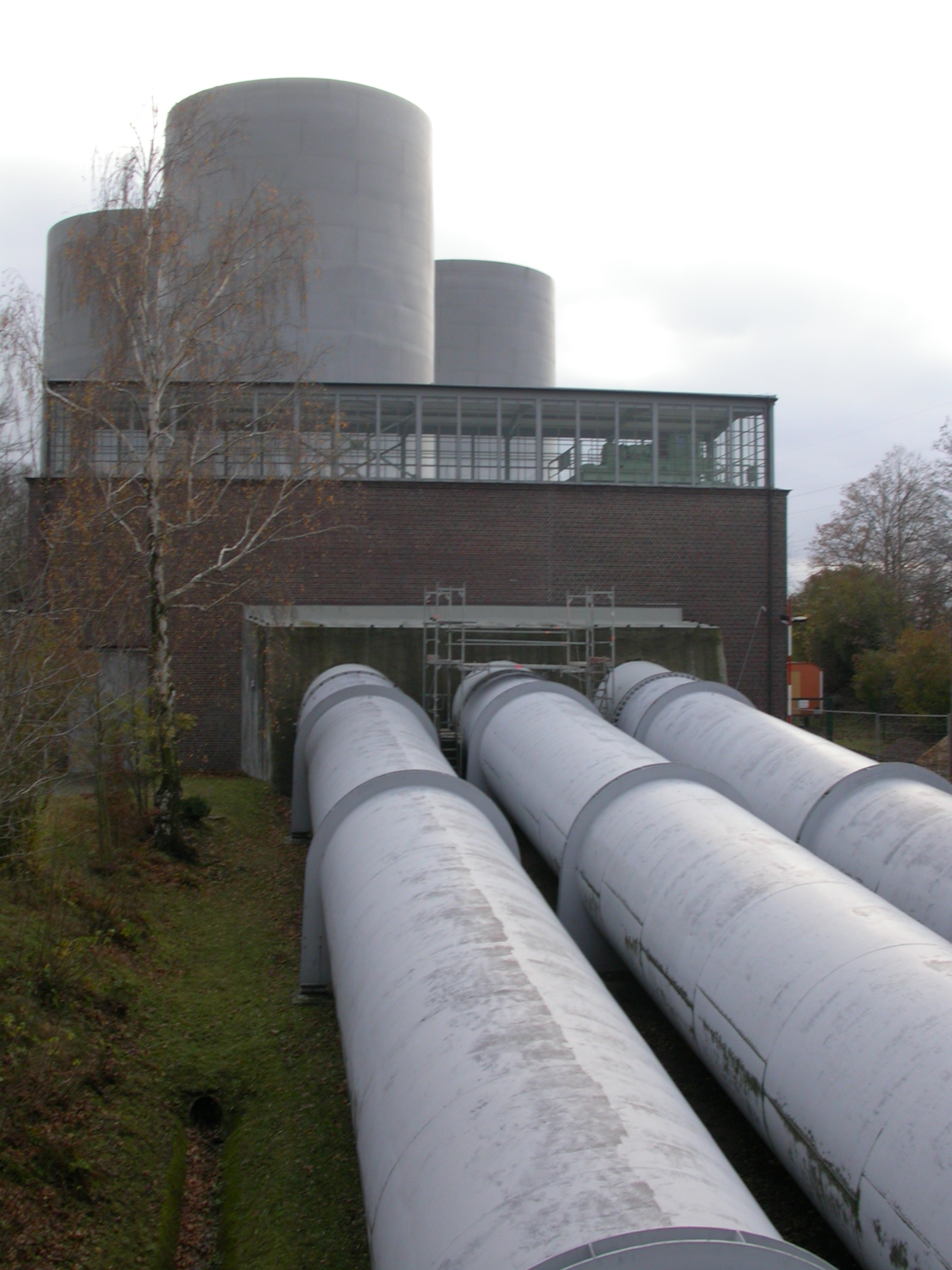
Conduites forcées et cheminées d'équilibre.
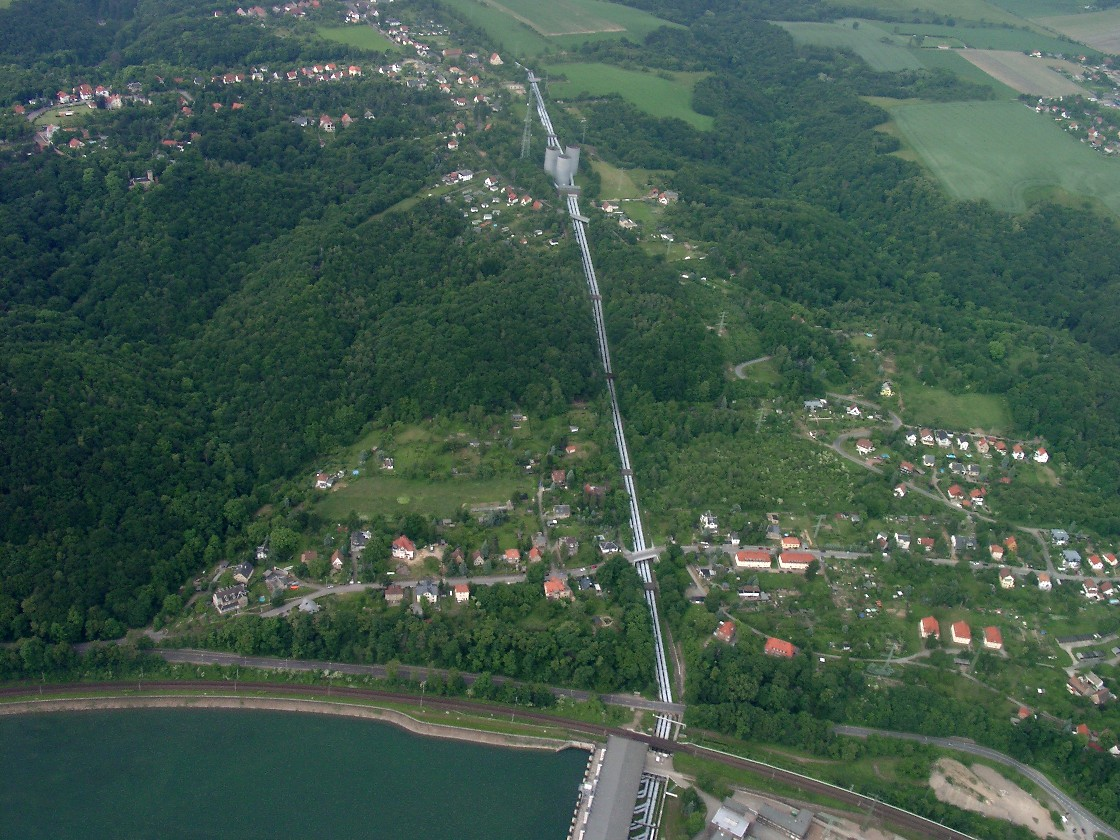
Vue aérienne de la centrale de Niederwartha
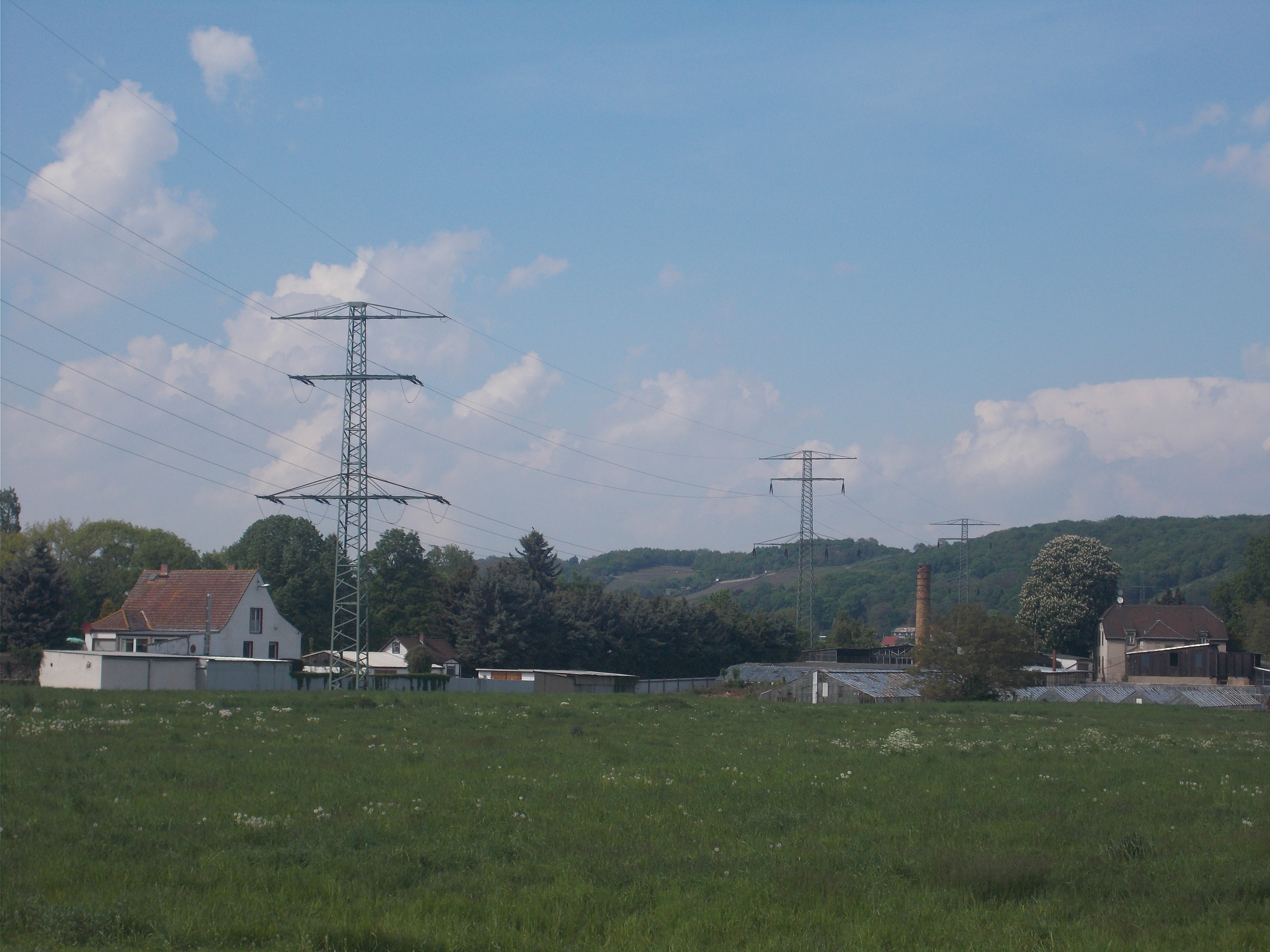
Pylône  à haute tension (110-kV) de 1930 pour l'alimentation de la station de pompage
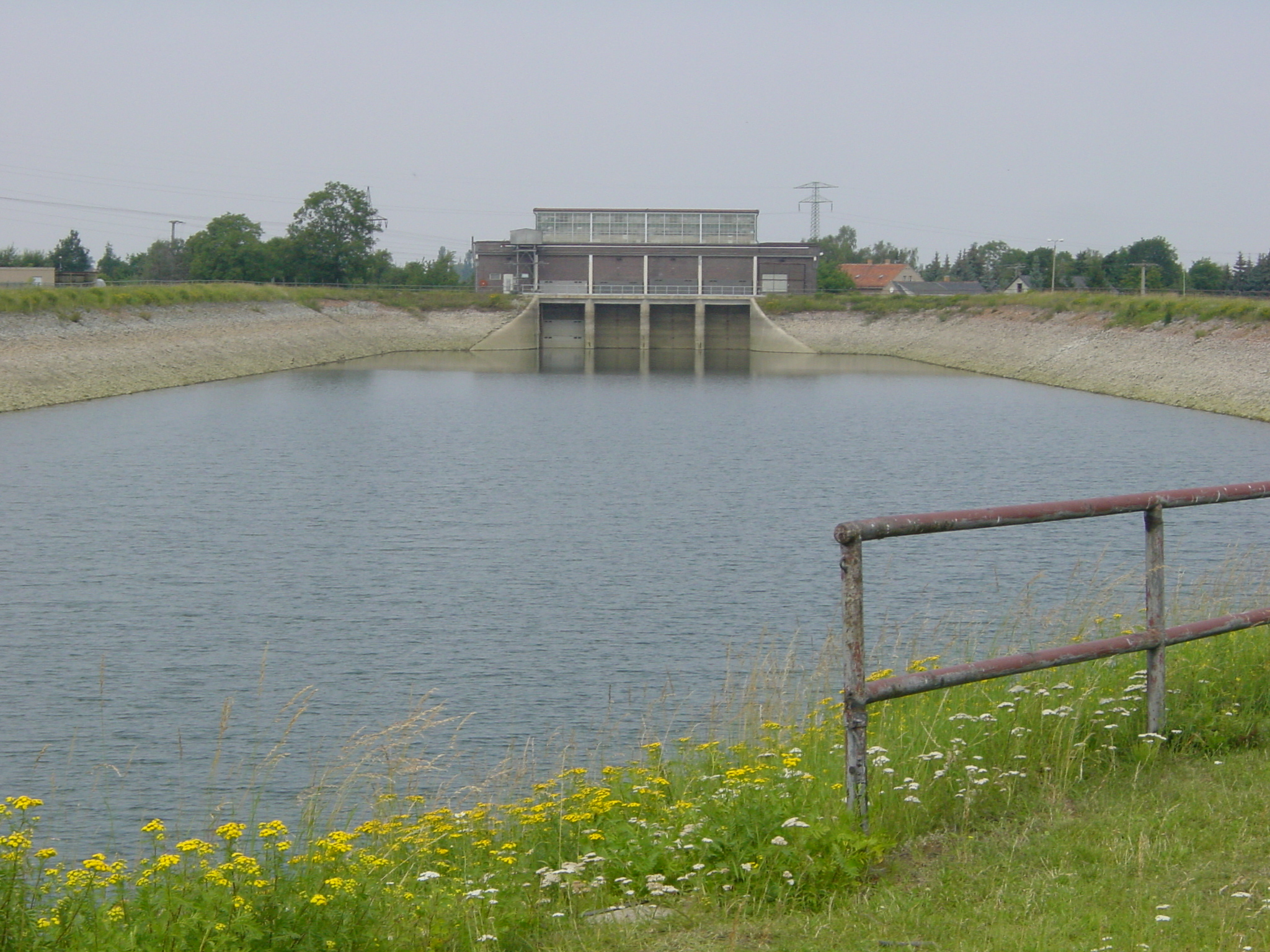
Ouvrage d'alimentation de la bâche amont de Niederwartha.
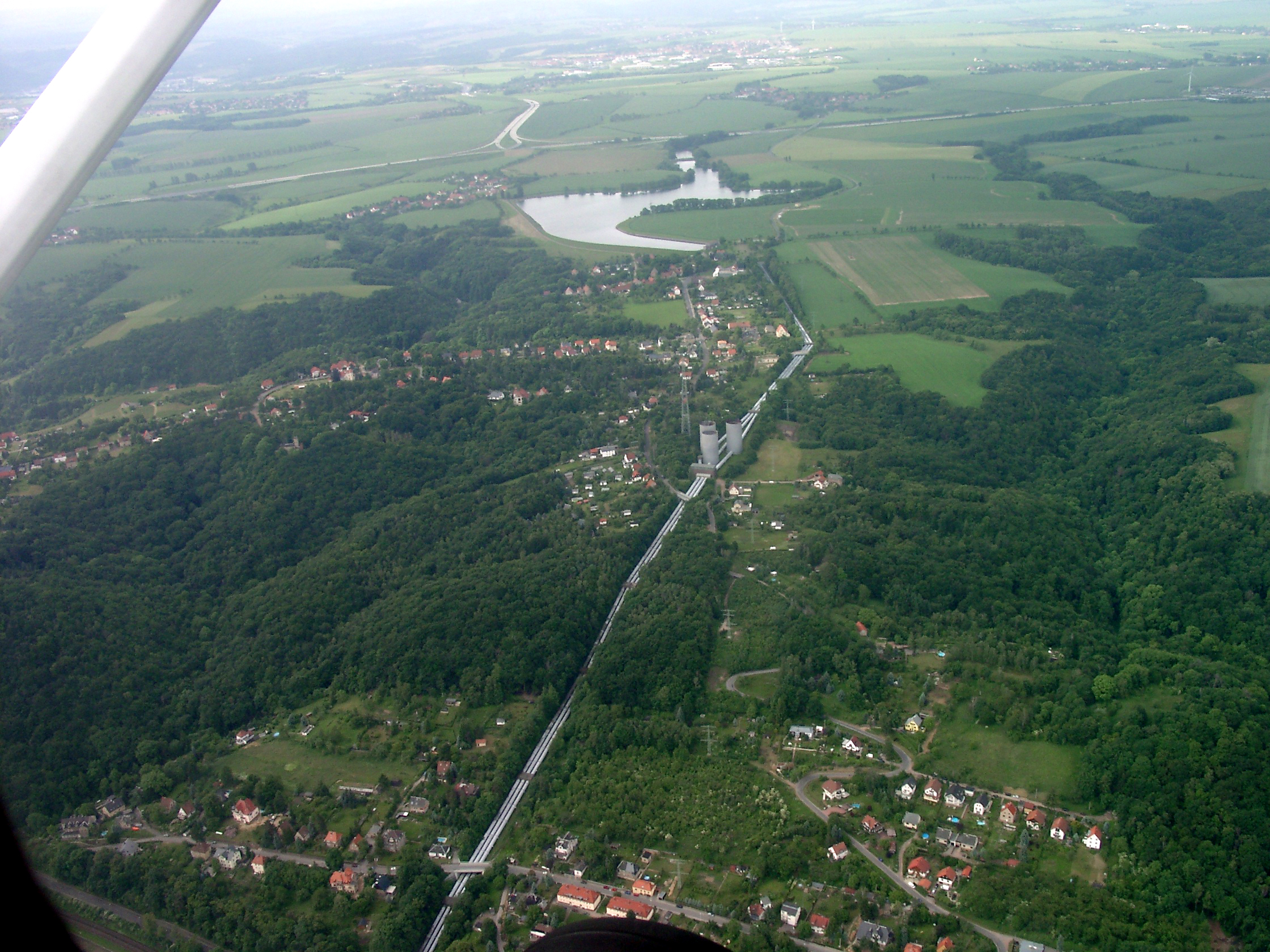
Lac de retenue amont.